# Lista över rektorer för Lunds universitet
I äldre tider var posten som rektor (Rector magnificus) vid Lunds universitet "ambulatorisk", det vill säga att den roterade mellan samtliga professorer utifrån en given ordning mellan de olika fakulteterna. Mandattiden var 1668-1688 en termin, därefter ett år, ursprungligen med rektorsskifte vid Karlsdagen 28 januari (universitetets invigningsdag) men från 1810 vid skiftet mellan vår- och hösttermin. 
I och med 1852 års universitetsstatuter ändrades rotationsordningen till att gå efter fullmaktsålder som professor oavsett fakultetstillhörighet. Posten kunde också endast innehas av ordinarie professorer vilka innehaft sin tjänst i minst två år. 
Med 1876 års statuter infördes särskilda val av rektor oavsett fullmaktsålder samt en mandattid om två år. Mandattiden har sedermera successivt förlängts och är i dag sex år.
De äldsta statuterna (1666) tillät även universitetet att till rektor välja en icke professor, så framt denne kunde anses som "en förnäm person af lysande slägt, som både i anseende till ålder, lärdom och kärlek till academien och stadga i sitt uppförande kan anses tjenlig till ett sådant embete", vilken då fick titeln Rector illustris. Den handfull sådana "hedersrektorer" som utsågs under 1600- och 1700-talen var genomgående högadliga unga studenter med inflytelserika föräldrar, och deras tjänsteutövning får förmodas ha varit rent symbolisk.  Vid sidan av dem utsågs därför även den professor som under normala omständigheter skulle ha innehaft rektoratet till fungerande prorektor. I längden nedan har så väl Rector illustris som prorektor förtecknats för de år detta varit aktuellt.

## Rektorslängd

### Terminsvis roterande mandat
| Namn                                               | Bild                  | Född                                    | Mandatperiod      | Död                           | Ämnestillhörighet                                                                               | Anmärkning                                                     |
| -------------------------------------------------- | --------------------- | --------------------------------------- | ----------------- | ----------------------------- | ----------------------------------------------------------------------------------------------- | -------------------------------------------------------------- |
| Olof Bagger                                        | Olof Bagger           | 1607 i Odense                           | VT 1668           | 11 mars 1677 i Lund           | Professor primarius i teologi                                                                   |                                                                |
| Nils Beckman                                       | Nils Beckman          | 1634 i Heide                            | HT 1668           | 1689 på okänd plats           | Professor i romersk rätt                                                                        |                                                                |
| Christopher Rostius                                | Bild saknas           | 10 september 1620 i Dachwig             | VT 1669           | 24 mars 1687 i Malmö          | Professor i praktisk medicin                                                                    |                                                                |
| Canutus Hahn                                       | Canutus Hahn          | 13 november 1633 i Uråsa socken         | HT 1669 - VT 1670 | 29 december 1687 i Karlskrona | Professor i logik och metafysik                                                                 | Vårterminen 1670 som prorektor för rector illustris Nils Banér |
| Samuel von Pufendorf                               | Samuel von Pufendorf  | 8 januari 1632 i Dorfchemnitz           | HT 1670           | 26 oktober 1694 i Berlin      | Professor i praktisk filosofi                                                                   | Som prorektor för rector illustris Nils Banér                  |
| Martin Nordeman                                    | Bild saknas           | 24 juli 1636 i Nordviks by              | VT 1671           | 10 januari 1684 på okänd ort  | Professor i matematik                                                                           |                                                                |
| Hans Hjort-Cervinus                                | Bild saknas           | Okänt datum i Ausås socken              | HT 1671           | Okänt datum på Själland       | Professor i teologi                                                                             |                                                                |
| Nils Silfverskiöld                                 | Bild saknas           | 18 januari 1635 i Ölmstad               | VT 1672           | 11 januari 1702 på okänd ort  | Professor i svensk och romersk rätt                                                             |                                                                |
| Anders Spole                                       | Anders Spole          | 13 juni 1630 i Barnarps socken          | HT 1672           | 1 augusti 1699 i Uppsala      | Professor ptolemaicus                                                                           |                                                                |
| Josua Schwartz                                     | Josua Schwartz        | 2 februari 1632 i Waldau                | VT 1673           | 6 januari 1709 i Rendsburg    | Professor secundus i teologi                                                                    |                                                                |
| Erasmus Sack                                       | Erasmus Sack          | 23 augusti 1633 i Giessen               | HT 1673           | 1 september 1697 i Lund       | Professor i teoretisk medicin                                                                   |                                                                |
| Petrus Holm                                        | Bild saknas           | 1 juli 1634 i Ullånger                  | VT 1674           | 30 juni 1688 i Uppsala        | Professor först i österländska språk, senare i teologi                                          |                                                                |
| Erik Elfvedalius                                   | Erik Elfvedalius      | Juli 1634 i Klarälvdalen                | HT 1674           | 8 februari 1677 i Lund        | Professor först i historia och praktisk filosofi, senare i romersk vältalighet och poesi        |                                                                |
| Joachim Ehrenbusch                                 | Bild saknas           | 1642 i Ruppin                           | VT 1675           | 1699 på Rydsgårds gods        | Professor i grekiska språket och litteraturen, tillika extra ordinarie professor i romersk rätt | Som prorektor för rector illustris Sven Ribbing                |
| Christian Papke                                    | Christian Papke       | 22 december 1634 i Greifswald           | HT 1675           | 9 mars 1694 i Lund            | Professor först i logik och metafysik, senare primarius i teologi                               |                                                                |
| Olof Bagger                                        | Olof Bagger           | 1617 i Odense                           | VT 1676           | 11 mars 1677 i Lund           | Professor primarius i teologi                                                                   | Andra ämbetsperioden                                           |
| Nils Silfverskiöld                                 | Bild saknas           | 18 januari 1635 i Ölmstad               | HT 1676           | 11 januari 1702 på okänd ort  | Professor i svensk och romersk rätt                                                             | Andra ämbetsperioden                                           |
| Posten vakant 1677-1682 på grund av Skånska kriget |                       |                                         |                   |                               |                                                                                                 |                                                                |
| Martin Nordeman                                    | Bild saknas           | 24 juli 1636 i Nordviks by              | HT 1682 - VT 1683 | 10 januari 1684 på okänd ort  | Professor i matematik                                                                           | Andra (och formellt sett tredje) ämbetsperioden                |
| Erasmus Sack                                       | Erasmus Sack          | 23 augusti 1633 i Giessen               | HT 1683 - VT 1684 | 1 september 1697 i Lund       | Professor i teoretisk medicin                                                                   | Andra (och formellt sett tredje) ämbetsperioden                |
| Andreas Stobæus                                    | Andreas Stobæus       | 1642 i Stoby                            | HT 1684 - VT 1685 | 15 december 1714 i Lund       | Professor först i romersk vältalighet och poesi, senare i historia och poesi                    | Första (och formellt sett andra) ämbetsperioden                |
| Christian Papke                                    | Christian Papke       | 22 december 1634 i Greifswald           | HT 1685           | 9 mars 1694 i Lund            | Professor först i logik och metafysik, senare primarius i teologi                               | Andra ämbetsperioden                                           |
| Olof Cavallius                                     | Bild saknas           | 30 november 1648 i Västra Torsås socken | VT 1686           | 13 mars 1708 på okänd ort     | Professor i historia                                                                            |                                                                |
| Johan Lundersten                                   | Bild saknas           | 22 juli 1646 i Lundby                   | HT 1686           | 11 augusti 1713 i Lund        | Professor först i teoretisk filosofi, senare kombinerat med praktisk filosofi                   |                                                                |
| Andreas Riddermarck                                | Bild saknas           | 20 november 1651 i Jönköping            | VT 1687           | 15 mars 1707 i Plönninge      | Professor först i matematik, senare i svensk och romersk rätt                                   |                                                                |
| Jonas Petri Linnerius                              | Jonas Petri Linnerius | 2 mars 1653 i Skellefteå                | HT 1687           | 10 februari 1734 i Lund       | Professor primarius i teologi                                                                   |                                                                |

### Årsvis roterande mandat
| Namn                                                                                            | Bild                                     | Född                                        | Mandatperiod | Död                                          | Ämnestillhörighet                                                                                                  | Anmärkning |
| ----------------------------------------------------------------------------------------------- | ---------------------------------------- | ------------------------------------------- | ------------ | -------------------------------------------- | --- | --- |
| Nils Dahlhem                                                                                    | Bild saknas                              | 9 juli 1650 i Linköping                     | 1688         | 26 februari 1692 på okänd ort                | Professor först i logik och metafysik, senare i teologi                                                            | |
| Haquin Stridsberg                                                                               | Bild saknas                              | 1660 i Spånga socken                        | 1689         | 24 januari 1718 i Lund                       | Professor först i grekiska och österländska språk, senare primarius i teologi                                      | |
| Jonas Hörling                                                                                   | Bild saknas                              | 22 mars 1659 i Stockholm                    | 1690         | 19 januari 1728 på okänd ort                 | Professor först i vältalighet, senare i svensk och romersk rätt                                                    | |
| Erland Lagerlöf                                                                                 | Bild saknas                              | 1653 i Värmland                             | 1691         | 28 november 1713 i Lund                      | Professor först i teoretisk filosofi, senare i romersk vältalighet och poesi                                       | |
| Jonas Petri Linnerius                                                                           | Jonas Petri Linnerius                    | 2 mars 1653 i Skellefteå                    | 1692         | 10 februari 1734 i Lund                      | Professor primarius i teologi                                                                                      | Andra ämbetsperioden |
| Erasmus Sack                                                                                    | Erasmus Sack                             | 23 augusti 1633 i Giessen                   | 1693         | 1 september 1697 i Lund                      | Professor i teoretisk medicin                                                                                      | Fjärde ämbetsperioden |
| Andreas Stobæus                                                                                 | Andreas Stobæus                          | 1642 i Stoby                                | 1694         | 15 december 1714 i Lund                      | Professor först i romersk vältalighet och poesi, senare i historia och poesi                                       | Tredje ämbetsperioden |
| Johan Poppelman                                                                                 | Bild saknas                              | 6 oktober 1649 i Varberg                    | 1695         | 30 juni 1725 på okänd ort                    | Professor secundus i teologi                                                                                       | |
| Andreas Riddermarck                                                                             | Bild saknas                              | 20 november 1651 i Jönköping                | VT 1696      | 15 mars 1707 i Plönninge                     | Professor först i matematik, senare i svensk och romersk rätt                                                      | Andra ämbetsperioden. Wetterhamn Riddermarck valdes till rektor för hela 1696, men valet stadfästes av någon anledning ej av universitetskanslern, varvid han valde att efter halva mandattiden överlämna ämbetet till Lundersten som stod närmast i tur. |
| Johan Lundersten                                                                                | Bild saknas                              | 22 juli 1646 i Lundby                       | HT 1696      | 11 augusti 1713 i Lund                       | Professor först i teoretisk filosofi, senare kombinerat med praktisk filosofi                                      | Andra ämbetsperioden |
| Andreas Riddermarck                                                                             | Bild saknas                              | 20 november 1651 i Jönköping                | 1697         | 15 mars 1707 i Plönninge                     | Professor först i matematik, senare i svensk och romersk rätt                                                      | Tredje ämbetsperioden |
| Thomas Ihre                                                                                     | Tomas Ihre                               | 3 september 1659 i Visby domkyrkoförsamling | 1698         | 11 mars 1720 i Linköpings domkyrkoförsamling | Professor tertius, senare secundus i teologi                                                                       | |
| Richard Ehrenborg                                                                               | Bild saknas                              | 1655 i Ausås socken                         | 1699         | 1700 på okänd ort                            | Professor i svensk och romersk rätt                                                                                | |
| Haquin Stridsberg                                                                               | Bild saknas                              | 1660 i Spånga socken                        | 1700         | 24 januari 1718 i Lund                       | Professor först i grekiska och österländska språk, senare primarius i teologi                                      | Andra ämbetsperioden |
| Jonas Hörling                                                                                   | Bild saknas                              | 22 mars 1659 i Stockholm                    | 1701         | 19 januari 1728 på okänd ort                 | Professor först i vältalighet, senare i svensk och romersk rätt                                                    | Andra ämbetsperioden |
| Erland Lagerlöf                                                                                 | Bild saknas                              | 1653 i Värmland                             | 1702         | 28 november 1713 i Lund                      | Professor först i teoretisk filosofi, senare i romersk vältalighet och poesi                                       | Andra ämbetsperioden |
| Jonas Petri Linnerius                                                                           | Jonas Petri Linnerius                    | 2 mars 1653 i Skellefteå                    | 1703         | 10 februari 1734 i Lund                      | Professor primarius i teologi                                                                                      | Tredje ämbetsperioden |
| Andreas Riddermarck                                                                             | Bild saknas                              | 20 november 1651 i Jönköping                | 1704         | 15 mars 1707 i Plönninge                     | Professor först i matematik, senare i svensk och romersk rätt                                                      | Fjärde ämbetsperioden |
| Jakob Fredrik Below                                                                             | Bild saknas                              | 1669 i Stockholm                            | 1705         | 1716 i Moskva                                | Professor i praktisk medicin                                                                                       | |
| Andreas Stobæus                                                                                 | Andreas Stobæus                          | 1642 i Stoby                                | 1706         | 15 december 1714 i Lund                      | Professor först i romersk vältalighet och poesi, senare i historia och poesi                                       | Fjärde ämbetsperioden |
| Johan Poppelman                                                                                 | Bild saknas                              | 6 oktober 1649 i Varberg                    | 1707         | 30 juni 1725 på okänd ort                    | Professor secundus i teologi                                                                                       | Andra ämbetsperioden |
| Haquin Stridsberg                                                                               | Bild saknas                              | 1660 i Spånga socken                        | 1708         | 24 januari 1718 i Lund                       | Professor först i grekiska och österländska språk, senare primarius i teologi                                      | Tredje ämbetsperioden |
| Thomas Ihre                                                                                     | Tomas Ihre                               | 3 september 1659 i Visby domkyrkoförsamling | 1709-1710    | 11 mars 1720 i Linköpings domkyrkoförsamling | Professor tertius, senare secundus i teologi                                                                       | Andra (och formellt sett tredje) ämbetsperioden |
| Erland Lagerlöf                                                                                 | Bild saknas                              | 1653 i Värmland                             | 1711         | 28 november 1713 i Lund                      | Professor först i teoretisk filosofi, senare i romersk vältalighet och poesi                                       | Tredje ämbetsperioden |
| Bonde Humerus                                                                                   | Bild saknas                              | 25 februari 1659 i Lekaryd                  | 1712-1713    | 7 augusti 1727 på okänd ort                  | Professor först i matematik, senare i österländska språk samt secundus respektive primarius i teologi              | Första (och formellt sett andra) ämbetsperioden |
| Andreas Rydelius                                                                                | Andreas Rydelius                         | 24 augusti 1671 i Linköping                 | 1714         | 1 maj 1738 i Osby                            | Professor först i logik och metafysik, senare secundus respektive primarius i teologi                              | |
| Jonas Petri Linnerius                                                                           | Jonas Petri Linnerius                    | 2 mars 1653 i Skellefteå                    | 1715         | 10 februari 1734 i Lund                      | Professor primarius i teologi                                                                                      | Fjärde ämbetsperioden |
| Jonas Hörling                                                                                   | Bild saknas                              | 22 mars 1659 i Stockholm                    | 1716         | 19 januari 1728 på okänd ort                 | Professor först i vältalighet, senare i svensk och romersk rätt                                                    | Tredje ämbetsperioden. Som prorektor för rector illustris Carl Adolf Gyllenstierna |
| Johan Jacob Döbelius                                                                            | Johan Jacob Döbelius                     | 29 mars 1674 i Rostock                      | 1717         | 14 januari 1743 i Lund                       | Professor i praktisk medicin                                                                                       | |
| Conrad Quensel                                                                                  | Conrad Quensel                           | 16 april 1676 i Stockholm                   | 1718         | 13 januari 1736 i Lund                       | Professor i matematik                                                                                              | |
| Martin Hegardt                                                                                  | Bild saknas                              | 2 februari 1685 i Malmö                     | 1719         | 4 april 1732 i Lund                          | Först extra ordinarie professor i kyrkohistoria, senare tertius, secundus respektive primarius i teologi           | |
| Arvid Moller                                                                                    | Bild saknas                              | 19 februari 1674 nära Dorpat                | 1720         | 6 april 1758 i Lund                          | Professor i praktisk filosofi                                                                                      | |
| Carl Schultén                                                                                   | Bild saknas                              | 1677 i Svedvi                               | 1721         | 1730 i Lund                                  | Professor först i österländska språk, senare tertius i teologi                                                     | |
| Jacob Benzelius                                                                                 | Jacob Benzelius                          | 25 februari 1683 i Uppsala                  | 1722         | 19 juni 1747 i Stockholm                     | Först professor tertius, senare secundus i teologi                                                                 | |
| Andreas Rydelius                                                                                | Andreas Rydelius                         | 24 augusti 1671 i Linköping                 | 1723         | 1 maj 1738 i Osby                            | Professor först i logik och metafysik, senare secundus respektive primarius i teologi                              | Andra ämbetsperioden |
| Magnus Rydelius                                                                                 | Bild saknas                              | 24 juni 1676 i Fornåsa                      | 1724         | 1 december 1742 i Lund                       | Professor först i romersk vältalighet och poesi, senare tertius, secundus respektive primarius i teologi           | |
| Carl Papke                                                                                      | Carl Papke                               | 1 oktober 1687 i Lund                       | 1725         | 1 februari 1740 på okänd ort                 | Professor först i logik och metafysik senare tertius, secundus respektive primarius i teologi                      | |
| Petrus Estenberg                                                                                | Bild saknas                              | 3 juni 1686 i Stockholm                     | 1726         | 26 april 1740 i Stockholm                    | Professor i grekiska språket och litteraturen                                                                      | Som prorektor för rector illustris Edmund Gripenhielm |
| Martin Hegardt                                                                                  | Bild saknas                              | 2 februari 1685 i Malmö                     | 1727         | 4 april 1732 i Lund                          | Först extra ordinarie professor i kyrkohistoria, senare tertius, secundus respektive primarius i teologi           | Andra ämbetsperioden |
| Arvid Moller                                                                                    | Bild saknas                              | 19 februari 1674 nära Dorpat                | 1728         | 6 april 1758 i Lund                          | Professor i praktisk filosofi                                                                                      | Andra ämbetsperioden |
| Johan Jacob Döbelius                                                                            | Johan Jacob Döbelius                     | 29 mars 1674 i Rostock                      | 1729         | 14 januari 1743 i Lund                       | Professor i praktisk medicin                                                                                       | Andra ämbetsperioden |
| Conrad Quensel                                                                                  | Conrad Quensel                           | 16 april 1676 i Stockholm                   | 1730         | 13 januari 1736 i Lund                       | Professor i matematik                                                                                              | Andra ämbetsperioden |
| David Nehrman Ehrenstråhle                                                                      | David Nehrman Ehrenstråhle               | 14 juli 1695 i Malmö                        | 1731         | 6 maj 1769 i Bäckaby socken                  | Professor i svensk och romersk rätt                                                                                | |
| Andreas Rydelius                                                                                | Andreas Rydelius                         | 24 augusti 1671 i Linköping                 | 1732         | 1 maj 1738 i Osby                            | Professor först i logik och metafysik, senare secundus respektive primarius i teologi                              | Tredje ämbetsperioden |
| Magnus Rydelius                                                                                 | Bild saknas                              | 24 juni 1676 i Fornåsa                      | 1733         | 1 december 1742 i Lund                       | Professor först i romersk vältalighet och poesi, senare tertius, secundus respektive primarius i teologi           | Andra ämbetsperioden |
| Henric Benzelius                                                                                | Henric Benzelius                         | 7 augusti 1689 i Strängnäs                  | 1734         | 20 maj 1758 i Uppsala                        | Professor först i österländska språk senare secundus respektive primarius i teologi                                | |
| Kilian Stobæus                                                                                  | Kilian Stobæus                           | 6 februari 1690 i Vinslöv                   | 1735         | 17 februari 1742 på okänd ort                | Först extra ordinarie professor i naturfilosofi, senare professor i historia                                       | |
| Nils Lagerlöf                                                                                   | Nils Lagerlöf                            | 9 januari 1688 i Arvika                     | 1736         | 14 december 1769 i Stora Kils socken         | Först professor i teoretisk filosofi, senare professor tertius respektive primarius i teologi                      | Som prorektor för rector illustris Gabriel Falkenberg af Trystorp |
| Gustaf Harmens                                                                                  | Bild saknas                              | 1699 i Stockholm                            | 1737         | 1774 i Lund                                  | Professor i praktisk medicin                                                                                       | |
| Niklas von Oelreich                                                                             | Bild saknas                              | 12 januari 1699 i Örsjö                     | 1738         | 4 december 1770 i Stockholm                  | Professor först i lärdomshistoria senare i teoretisk filosofi                                                      | |
| Johan Engeström                                                                                 | Johan Engeström                          | 20 november 1699 i Lilla Slågarp            | 1739         | 16 maj 1777 på okänd ort                     | Professor först i österländska språk senare professor secundus respektive primarius i teologi                      | |
| Magnus Rydelius                                                                                 | Bild saknas                              | 24 juni 1676 i Fornåsa                      | 1740         | 1 december 1742 i Lund                       | Professor först i romersk vältalighet och poesi, senare professor tertius, secundus respektive primarius i teologi | Tredje ämbetsperioden |
| Arvid Moller                                                                                    | Bild saknas                              | 19 februari 1674 nära Dorpat                | 1741         | 6 april 1758 i Lund                          | Professor i praktisk filosofi                                                                                      | Tredje ämbetsperioden |
| Johan Jacob Döbelius                                                                            | Johan Jacob Döbelius                     | 29 mars 1674 i Rostock                      | 1742         | 14 januari 1743 i Lund                       | Professor i praktisk medicin                                                                                       | Tredje ämbetsperioden avled i ämbetet två veckor innan rektorsinstallationen 28 januari |
| Daniel Menlös                                                                                   | Bild saknas                              | 27 november 1699 i Arboga                   | 1743         | 13 juni 1743 i Lund                          | Professor i matematik                                                                                              | Avled under ämbetsperioden |
| Posten vakant HT 1743 på grund av Daniel Menlös död tjänstgörande prorektor var Johan Engeström |                                          |                                             |              |                                              | | |
| Ambrosius Westring                                                                              | Bild saknas                              | 1692 på okänd ort                           | 1744         | 1752 på okänd ort                            | Först professor tertius, senare secundus i teologi                                                                 | |
| Gustaf Harmens                                                                                  | Bild saknas                              | 1699 i Stockholm                            | 1745         | 1774 i Lund                                  | Professor i praktisk medicin                                                                                       | Andra ämbetsprioden |
| Niklas von Oelreich                                                                             | Bild saknas                              | 12 januari 1699 i Örsjö                     | 1746         | 4 december 1770 i Stockholm                  | Professor först i lärdomshistoria senare i teoretisk filosofi                                                      | Andra ämbetsperioden |
| Nils Stobæus                                                                                    | Bild saknas                              | 20 oktober 1694 i Lund                      | 1747         | 7 december 1754 i Lund                       | Professor i romersk vältalighet och poesi                                                                          | |
| Sven Lagerbring                                                                                 | Sven Lagerbring                          | 24 februari 1707 i Bosjöklosters socken     | 1748         | 5 december 1787 på okänd ort                 | Professor i historia                                                                                               | |
| Sven Johan Munthe                                                                               | Bild saknas                              | 3 november 1714 i Stora Slågarps socken     | 1749-1750    | 29 augusti 1774 i Lund                       | Professor först i österländska språk och grekiska, senare professor quartus respektive tertius i teologi           | 1750 som prorektor för rector illustris Gustaf Fredrik Gyllenborg |
| Gustaf Harmens                                                                                  | Bild saknas                              | 1699 i Stockholm                            | 1751         | 1774 i Lund                                  | Professor i praktisk medicin                                                                                       | Tredje ämbetsprioden |
| Nils Stobæus                                                                                    | Bild saknas                              | 20 oktober 1694 i Lund                      | 1752         | 7 december 1754 i Lund                       | Professor i romersk vältalighet och poesi                                                                          | Andra ämbetsperioden |
| Jonas Wåhlin                                                                                    | Jonas Wåhlin                             | 8 maj 1699 i Västra Eneby socken            | 1753         | 23 maj 1777 på okänd ort                     | Först professor tertius, senare secundus respektive primarius i teologi                                            | |
| Eberhard Rosenblad                                                                              | Eberhard Rosenblad                       | 16 november 1714 i Sexdrega                 | 1754         | 21 mars 1796 i Lund                          | professor i praktisk medicin                                                                                       | |
| Sven Lagerbring                                                                                 | Sven Lagerbring                          | 24 februari 1707 i Bosjöklosters socken     | 1755         | 5 december 1787 på okänd ort                 | Professor i historia                                                                                               | Andra ämbetsperioden |
| Carl Jesper Benzelius                                                                           | Carl Jesper Benzelius                    | 16 januari 1714 i Uppsala                   | 1756         | 2 januari 1793 i Strängnäs                   | Först professor tertius, senare secundus i teologi                                                                 | |
| Lars Johan Colling                                                                              | Bild saknas                              | 17 februari 1714 i Stockholm                | 1757         | 10 mars 1786 i Lund                          | Professor i svensk och romersk rätt                                                                                | |
| Johan Nelander                                                                                  | Johan Nelander                           | 1709 i Fornåsa                              | 1758         | 1789 på okänd ort                            | Professor i praktisk filosofi                                                                                      | |
| Gustaf Ernst von Bildstein                                                                      | Gustaf Ernst von Bildsteins namnteckning | 1 maj 1703 i Stockholm                      | 1759         | 19 augusti 1769 på okänd ort                 | Först professor quartus, senare tertius i teologi                                                                  | |
| Lars Liedbeck                                                                                   | Lars Liedbecks namnteckning              | 13 juli 1707 i Jönköping                    | 1760         | 5 augusti 1762 i Lund                        | Professor i matematik                                                                                              | |
| Sven Johan Munthe                                                                               | Bild saknas                              | 3 november 1714 i Stora Slågarps socken     | 1761         | 29 augusti 1774 i Lund                       | Professor först i österländska språk och grekiska, senare professor quartus respektive tertius i teologi           | Andra ämbetsperioden |
| Lars Laurel                                                                                     | Lars Laurel                              | 25 maj 1705 i Stockholm                     | 1762         | 20 oktober 1793 i Lund                       | Professor i teoretisk filosofi                                                                                     | |
| Erik Gustaf Lidbeck                                                                             | Erik Gustaf Lidbeck                      | 21 juni 1724 i Edsleskogs socken            | 1763         | 9 februari 1803 i Lund                       | Professor i naturalhistoria                                                                                        | |
| Clas Blechert Trozelius                                                                         | Clas Blechert Trozelius                  | Augusti 1709 i Lofta socken                 | 1764         | 1 november 1794 i Lund                       | Professor i ekonomi                                                                                                | |
| Christian Wollin                                                                                | Christian Wollin                         | 22 maj 1731 i Simrishamn                    | 1765         | 7 september 1798 i Övraby                    | Professor först i kemi senare i teoretisk medicin och kemi                                                         | |
| Carl Jesper Benzelius                                                                           | Carl Jesper Benzelius                    | 16 januari 1714 i Uppsala                   | 1766         | 2 januari 1793 i Strängnäs                   | Först professor tertius, senare secundus i teologi                                                                 | Andra ämbetsperioden |
| Lars Johan Colling                                                                              | Bild saknas                              | 17 februari 1714 i Stockholm                | 1767         | 10 mars 1786 i Lund                          | Professor i svensk och romersk rätt                                                                                | Andra ämbetsperioden |
| Gustaf Harmens                                                                                  | Bild saknas                              | 1699 i Stockholm                            | 1768         | 1774 i Lund                                  | Professor i praktisk medicin                                                                                       | Fjärde ämbetsprioden |
| Sven Lagerbring                                                                                 | Sven Lagerbring                          | 24 februari 1707 i Bosjöklosters socken     | 1769         | 5 december 1787 på okänd ort                 | Professor i historia                                                                                               | Tredje ämbetsperioden |
| Jonas Wåhlin                                                                                    | Jonas Wåhlin                             | 8 maj 1699 i Västra Eneby socken            | 1770         | 23 maj 1777 på okänd ort                     | Först professor tertius, senare secundus respektive primarius i teologi                                            | Andra ämbetsperioden |
| Eberhard Rosenblad                                                                              | Eberhard Rosenblad                       | 16 november 1714 i Sexdrega                 | 1771         | 21 mars 1796 i Lund                          | professor i praktisk medicin                                                                                       | Andra ämbetsperioden |
| Johan Nelander                                                                                  | Johan Nelander                           | 1709 i Fornåsa                              | 1772         | 1789 på okänd ort                            | Professor i praktisk filosofi                                                                                      | Andra ämbetsperioden |
| Sven Johan Munthe                                                                               | Bild saknas                              | 3 november 1714 i Stora Slågarps socken     | 1773         | 29 augusti 1774 i Lund                       | Professor först i österländska språk och grekiska, senare professor quartus respektive tertius i teologi           | Tredje ämbetsperioden |
| Lars Laurel                                                                                     | Lars Laurel                              | 25 maj 1705 i Stockholm                     | 1774         | 20 oktober 1793 i Lund                       | Professor i teoretisk filosofi                                                                                     | Andra ämbetsperioden |
| Erik Gustaf Lidbeck                                                                             | Erik Gustaf Lidbeck                      | 21 juni 1724 i Edsleskogs socken            | 1775         | 9 februari 1803 i Lund                       | Professor i naturalhistoria                                                                                        | Andra ämbetsperioden |
| Clas Blechert Trozelius                                                                         | Clas Blechert Trozelius                  | Augusti 1709 i Lofta socken                 | 1776         | 1 november 1794 i Lund                       | Professor i ekonomi                                                                                                | Andra ämbetsperioden |
| Nils Schenmark                                                                                  | Bild saknas                              | 14 maj 1720 i Östra Stenby                  | 1777         | 28 september 1788 i Lund                     | Professor i matematik                                                                                              | |
| Andreas Peter Stobæus                                                                           | Bild saknas                              | 14 maj 1732 på okänd ort                    | 1778         | 1799 på okänd ort                            | Professor i romersk vältalighet och poesi                                                                          | |
| Thure Weidman                                                                                   | Bild saknas                              | 15 december 1744 i Gladsax socken           | 1779         | 15 augusti 1828 i Brunsbo                    | Professor först i österländska språk senare tertius i teologi                                                      | |
| Petrus Munck                                                                                    | Petrus Munck                             | 14 juli 1732 i Trolle-Ljungby församling    | 1780         | 18 juli 1803 på okänd ort                    | Professor först i grekiska och österländska språk senare tertius, secundus respektive primarius i teologi          | |
| Lars Johan Colling                                                                              | Bild saknas                              | 17 februari 1714 i Stockholm                | 1781         | 10 mars 1786 i Lund                          | Professor i svensk och romersk rätt                                                                                | Tredje ämbetsperioden |
| Christian Wollin                                                                                | Christian Wollin                         | 22 maj 1731 i Simrishamn                    | 1782         | 7 september 1798 i Övraby                    | Professor först i kemi senare i teoretisk medicin och kemi                                                         | |
| Erik Gustaf Lidbeck                                                                             | Erik Gustaf Lidbeck                      | 21 juni 1724 i Edsleskogs socken            | 1783         | 9 februari 1803 i Lund                       | Professor i naturalhistoria                                                                                        | Tredje ämbetsperioden |
| Nils Hesslén                                                                                    | Nils Hesslén                             | 2 september 1728 i Visseltofta              | 1784         | 13 april 1811 på okänd ort                   | Först professor quartius, sedan tertius, secundus respektive primarius i teologi                                   | |
| Lars Tengwall                                                                                   | Bild saknas                              | 13 juli 1746 i Lemmeströ socken             | 1785         | 3 maj 1809 i Lund                            | Professor först i praktisk filosofi senare i svensk och romersk rätt                                               | |
| Kilian Stobæus d.y.                                                                             | Kilian Stobæus d.y.                      | 3 januari 1717 i Malmö                      | 1786         | 11 mars 1792 i Lund                          | Professor i obstetrik                                                                                              | |
| Andreas Peter Stobæus                                                                           | Bild saknas                              | 14 maj 1732 på okänd ort                    | 1787         | 1799 på okänd ort                            | Professor i romersk vältalighet och poesi                                                                          | |
| Thure Weidman                                                                                   | Bild saknas                              | 15 december 1744 i Gladsax socken           | 1788         | 15 augusti 1828 i Brunsbo                    | Professor först i österländska språk senare tertius i teologi                                                      | |
| Andreas Barfoth                                                                                 | Andreas Barfoth                          | 19 augusti 1738 i Lund                      | 1789         | 9 januari 1819 i Lund                        | Professor först i anatomi senare i teoretisk medicin                                                               | |
| Erland Samuel Bring                                                                             | Erland Samuel Bring                      | 19 augusti 1736 i Ausås socken              | 1790         | 20 maj 1798 i Lund                           | Professor i historia                                                                                               | |
| Johan Jacob Hellman                                                                             | Bild saknas                              | 4 december 1736 i Södra Rörum               | 1791         | 27 maj 1812 i Örebro                         | Först professor quartus, senare tertius, secundus respektive primarius i teologi                                   | |
| Johan Henric Engelhart                                                                          | Johan Henric Engelhart                   | 17 oktober 1759 i Göteborg                  | 1792         | 24 oktober 1832 i Fellingsbro                | Professor i praktisk medicin                                                                                       | |
| Matthias Norberg                                                                                | Matthias Norberg                         | juni 1747 i Nätra                           | 1793         | 11 januari 1826 i Uppsala                    | Professor i österländska språk och grekiska                                                                        | |
| Matthaeus Fremling                                                                              | Matthaeus Fremling                       | 17 oktober 1745 i Malmö                     | 1794         | 20 juli 1820 i Lund                          | Professor i teoretisk filosofi                                                                                     | |
| Pehr Tegman                                                                                     | Bild saknas                              | 10 september 1757 i Åmål                    | 1795         | 23 september 1811 i Lund                     | Professor i matematik                                                                                              | |
| Nils Hesslén                                                                                    | Nils Hesslén                             | 2 september 1728 i Visseltofta              | 1796         | 13 april 1811 på okänd ort                   | Först professor quartius, sedan tertius, secundus respektive primarius i teologi                                   | Andra ämbetsperioden |
| Lars Tengwall                                                                                   | Bild saknas                              | 13 juli 1746 i Lemmeströ socken             | 1797         | 3 maj 1809 i Lund                            | Professor först i praktisk filosofi senare i svensk och romersk rätt                                               | Andra ämbetsperioden |
| Andreas Barfoth                                                                                 | Andreas Barfoth                          | 19 augusti 1738 i Lund                      | 1798         | 9 januari 1819 i Lund                        | Professor först i anatomi senare i teoretisk medicin                                                               | Andra ämbetsperioden |
| Matthias Norberg                                                                                | Matthias Norberg                         | juni 1747 i Nätra                           | 1799         | 11 januari 1826 i Uppsala                    | Professor i österländska språk och grekiska                                                                        | Andra ämbetsperioden |
| Johan Jacob Hellman                                                                             | Bild saknas                              | 4 december 1736 i Södra Rörum               | 1800         | 27 maj 1812 i Örebro                         | Först professor quartus, senare tertius, secundus respektive primarius i teologi                                   | Andra ämbetsperioden |
| Lars Peter Munthe                                                                               | Bild saknas                              | 29 juli 1752 i Malmö                        | 1801         | 27 maj 1807 i Lund                           | Professor i praktisk filosofi                                                                                      | |
| Johan Henric Engelhart                                                                          | Johan Henric Engelhart                   | 17 oktober 1759 i Göteborg                  | 1802         | 24 oktober 1832 i Fellingsbro                | Professor i praktisk medicin                                                                                       | Andra ämbetsperioden |
| Matthaeus Fremling                                                                              | Matthaeus Fremling                       | 17 oktober 1745 i Malmö                     | 1803         | 20 juli 1820 i Lund                          | Professor i teoretisk filosofi                                                                                     | Andra ämbetsperioden |
| Arvid Henrik Florman                                                                            | Arvid Henrik Florman                     | 6 september 1761 i Kropps socken            | 1804         | 21 januari 1840 i Lund                       | Professor i anatomi och kirurgi                                                                                    | |
| Pehr Tegman                                                                                     | Bild saknas                              | 10 september 1757 i Åmål                    | 1805         | 23 september 1811 i Lund                     | Professor i matematik                                                                                              | Andra ämbetsperioden |
| Johan Lundblad                                                                                  | Johan Lundblad                           | 1 mars 1753 i Tönnersjö socken              | 1806         | 18 juni 1820 i Lund                          | Professor i romersk vältalighet och poesi, under en tid tillika i historia                                         | |
| Anders Hylander                                                                                 | Anders Hylander                          | 23 februari 1750 i Östra Tunhems socken     | 1807         | 1 juni 1830 i Lund                           | Först professor tertius, senare secundus i teologi                                                                 | |
| Anders Lidbeck                                                                                  | Anders Lidbeck                           | 26 juli 1772 i Lund                         | 1808         | 11 maj 1829 i Stockholm                      | Professor i estetik                                                                                                | |

### Läsårsvis roterande mandat
| Namn | Bild                                    | Född                                        | Mandatperiod      | Död                           | Ämnestillhörighet                                                                       | Anmärkning |
| --- | --------------------------------------- | ------------------------------------------- | ----------------- | ----------------------------- | --------------------------------------------------------------------------------------- | --- |
| Nils Henrik Sjöborg | Nils Henrik Sjöborg                     | 6 februari 1767 i Högestads socken          | 1809 - VT 1810    | 1 juli 1838 i Stockholm       | Professor i historia                                                                    | |
| Johan Jacob Hellman | Bild saknas                             | 4 december 1736 i Södra Rörum               | HT 1810 - VT 1811 | 27 maj 1812 i Örebro          | Först professor quartus, senare tertius, secundus respektive primarius i teologi        | Tredje ämbetsperioden |
| Fredrik Johan Cederschiöld | Fredrik Johan Cederschiölds silhuett    | 25 mars 1774 i Sjösås socken                | HT 1811 - VT 1812 | 4 april 1846 i Lund           | Professor i moral                                                                       | |
| Eberhard Zacharias Munck af Rosenschöld | Eberhard Zacharias Munck af Rosenschöld | 3 augusti 1775 i Lund                       | HT 1812 - VT 1813 | 18 maj 1840 i Köpenhamn       | Professor i teoretisk medicin                                                           | |
| Johan Lundblad | Johan Lundblad                          | 1 mars 1753 i Tönnersjö socken              | HT 1813 - VT 1814 | 18 juni 1820 i Lund           | Professor i romersk vältalighet och poesi, under en tid tillika i historia              | Andra ämbetsperioden |
| Anders Hylander | Anders Hylander                         | 23 februari 1750 i Östra Tunhems socken     | HT 1814 - VT 1815 | 1 juni 1830 i Lund            | Först professor tertius, senare secundus i teologi                                      | Andra ämbetsperioden |
| Johan Holmbergson | Johan Holmbergsson                      | 24 juni 1764 i Härnösand                    | HT 1815 - VT 1816 | 26 maj 1842 i Lund            | Professor först i svensk och romersk rätt, senare i ekonomisk och kameral lagfarenhet   | |
| Anders Lidbeck | Anders Lidbeck                          | 26 juli 1772 i Lund                         | HT 1816 - VT 1817 | 11 maj 1829 i Stockholm       | Professor i estetik                                                                     | Andra ämbetsperioden |
| Carl Erik Kjellin | Bild saknas                             | 18 januari 1776 i Göteborg                  | HT 1817 - VT 1818 | 6 januari 1844 i Kumla        | Professor i matematik                                                                   | |
| Carl Fredrik Fallén | Carl Fredrik Fallén                     | 22 september 1764 i Kristinehamn            | HT 1818 - VT 1819 | 26 augusti 1830 i Lund        | Professor i naturalhistoria                                                             | |
| Carl Adolph Agardh | Carl Adolph Agardh                      | 23 januari 1785 i Båstad                    | HT 1819 - VT 1820 | 28 januari 1859 i Karlstad    | Professor i botanik och praktisk ekonomi                                                | |
| Jonas Albin Engeström | Jonas Albin Engeström                   | 29 mars 1787 i Mjällby                      | HT 1820 - VT 1821 | 17 juli 1846 på okänd ort     | Professor i kemi och fysik senare tillika i mineralogi                                  | |
| Jonas Brag | Bild saknas                             | 8 maj 1781 i Göteborg                       | HT 1821 - VT 1822 | 5 mars 1857 i Ängelholm       | Professor i astronomi och fysik                                                         | |
| Anders Otto Lindfors | Anders Otto Lindfors                    | 28 juli 1781 i Karstorp                     | HT 1822 - VT 1823 | 8 mars 1844 i Lund            | Professor först i historia senare i romersk vältalighet och poesi                       | |
| Martin Erik Ahlman | Martin Erik Ahlman                      | 1773 i Lund                                 | HT 1823 - VT 1824 | 1844 i Lund                   | Först professor tertius, senare secundus i teologi                                      | |
| Fredrik Johan Cederschiöld | Fredrik Johan Cederschiölds silhuett    | 25 mars 1774 i Sjösås socken                | HT 1824 - VT 1825 | 4 april 1846 i Lund           | Professor i moral                                                                       | Andra ämbetsperioden |
| Eberhard Zacharias Munck af Rosenschöld | Eberhard Zacharias Munck af Rosenschöld | 3 augusti 1775 i Lund                       | HT 1825 - VT 1826 | 18 maj 1840 i Köpenhamn       | Professor i teoretisk medicin                                                           | Andra ämbetsperioden |
| Anders Lidbeck | Anders Lidbeck                          | 26 juli 1772 i Lund                         | HT 1826 - VT 1827 | 11 maj 1829 i Stockholm       | Professor i estetik                                                                     | Tredje ämbetsperioden |
| Jacob Sönnerberg | Bild saknas                             | 25 november 1770 i Långlöts socken          | HT 1827 - VT 1828 | 1847 på okänd ort             | Professor i praktisk medicin                                                            | |
| Jonas Albin Engeström | Jonas Albin Engeström                   | 29 mars 1787 i Mjällby                      | HT 1828 - VT 1829 | 17 juli 1846 på okänd ort     | Professor i kemi och fysik senare tillika i mineralogi                                  | Andra ämbetsperioden |
| Anders Otto Lindfors | Anders Otto Lindfors                    | 28 juli 1781 i Karstorp                     | HT 1829 - VT 1830 | 8 mars 1844 i Lund            | Professor först i historia senare i romersk vältalighet och poesi                       | Andra ämbetsperioden |
| Ebbe Samuel Bring | Ebbe Samuel Bring                       | 24 juli 1785 i Karstorp                     | HT 1830 - VT 1831 | 20 februari 1855 i Lund       | Professor först i teoretisk filosofi senare i historia                                  | |
| Carl Georg Brunius | Carl Georg Brunius                      | 23 mars 1792 i Tanums socken                | HT 1831 - VT 1832 | 12 november 1869 i Lund       | Professor i grekiska                                                                    | |
| Bengt Magnus Bolméer | Bengt Magnus Bolméer                    | 16 januari 1785 i Vittaryd                  | HT 1832 - VT 1833 | 11 januari 1849 på okänd ort  | Professor i österländska språk                                                          | |
| Lorentz Fredrik Westman | Bild saknas                             | 4 februari 1795 i Linköping                 | HT 1833 - VT 1834 | 4 oktober 1861 i Lund         | Professor i teoretisk filosofi                                                          | |
| Carl Johan Hill | Carl Johan Hill                         | 12 januari 1793 i Målilla socken            | HT 1834 - VT 1835 | 25 augusti 1875 i Lund        | Professor i matematik                                                                   | |
| Anders Jacob Hellstenius | Bild saknas                             | 30 november 1777 i Skara                    | HT 1835 - VT 1836 | 7 april 1844 på okänd ort     | Professor i kyrkohistoria                                                               | |
| Jacob Sönnerberg | Bild saknas                             | 25 november 1770 i Långlöts socken          | HT 1836 - VT 1837 | 1847 på okänd ort             | Professor i praktisk medicin                                                            | Andra ämbetsperioden |
| Jonas Albin Engeström | Jonas Albin Engeström                   | 29 mars 1787 i Mjällby                      | HT 1837 - VT 1838 | 17 juli 1846 på okänd ort     | Professor i kemi och fysik senare tillika i mineralogi                                  | Tredje ämbetsperioden |
| Johan Henrik Thomander | Johan Henrik Thomander                  | 16 juni 1798 i Fjälkinge socken             | HT 1838 - VT 1839 | 9 juli 1865 i Lund            | Professor först i pastoralteologi senare i systematisk teologi                          | |
| Carl Johan Schlyter | Carl Johan Schlyter                     | 29 januari 1795 i Karlskrona                | HT 1839 - VT 1840 | 29 december 1888 i Lund       | Professor först i svensk och romersk rätt senare i laghistoria                          | |
| Ebbe Samuel Bring | Ebbe Samuel Bring                       | 24 juli 1785 i Karstorp                     | HT 1840 - VT 1841 | 20 februari 1855 i Lund       | Professor först i teoretisk filosofi senare i historia                                  | Andra ämbetsperioden |
| Carl Georg Brunius | Carl Georg Brunius                      | 23 mars 1792 i Tanums socken                | HT 1841 - VT 1842 | 12 november 1869 i Lund       | Professor i grekiska                                                                    | Andra ämbetsperioden |
| Bengt Magnus Bolméer | Bengt Magnus Bolméer                    | 16 januari 1785 i Vittaryd                  | HT 1842 - VT 1843 | 11 januari 1849 på okänd ort  | Professor i österländska språk                                                          | Andra ämbetsperioden |
| Lorentz Fredrik Westman | Bild saknas                             | 4 februari 1795 i Linköping                 | HT 1843 - VT 1844 | 4 oktober 1861 i Lund         | Professor i teoretisk filosofi                                                          | Andra ämbetsperioden |
| Carl Johan Hill | Carl Johan Hill                         | 12 januari 1793 i Målilla socken            | HT 1844 - VT 1845 | 25 augusti 1875 i Lund        | Professor i matematik                                                                   | Andra ämbetsperioden |
| Sven Nilsson | Sven Nilsson                            | 8 mars 1787 i Asmundtorps socken            | HT 1845 - VT 1846 | 30 november 1883 på okänd ort | Professor i naturalhistoria                                                             | |
| Johan Wilhelm Zetterstedt | Johan Wilhelm Zetterstedt               | 20 maj 1785 i Mjölby socken                 | HT 1846 - VT 1847 | 23 december 1874 i Lund       | Professor i botanik och praktisk ekonomi                                                | |
| Adam Wilhelm Ekelund | Adam Wilhelm Ekelund                    | 16 november 1796 i Alseda socken            | HT 1847 - VT 1848 | 18 juni 1885 i Lund           | Professor i fysik                                                                       | |
| Carl August Hagberg | Carl August Hagberg                     | 7 juli 1810 i Lund                          | HT 1848 - VT 1849 | 8 januari 1864 i Lund         | Professor först i nyeuropeisk lingvistik och modern litteratur, senare i nordiska språk | |
| Henrik Reuterdahl | Henrik Reuterdahl                       | 11 september 1795 i Malmö                   | HT 1849 - VT 1850 | 28 juni 1870 i Uppsala        | Professor först i dogmatik och moralfilosofi, senare i kyrkohistoria                    | |
| Nils Henrik Lovén | Nils Henrik Lovén                       | 29 december 1801 i Räng                     | HT 1850 - VT 1851 | 24 april 1877 i Lund          | Professor i teoretisk medicin och rättsmedicin                                          | |
| Lorentz Fredrik Westman | Bild saknas                             | 4 februari 1795 i Linköping                 | HT 1851 - VT 1852 | 4 oktober 1861 i Lund         | Professor i teoretisk filosofi                                                          | Tredje ämbetsperioden |
| Hans Magnus Melin | Hans Magnus Melin                       | 14 september 1805 i Östra Vemmerlövs socken | HT 1852 - VT 1853 | 17 november 1877 i Lund       | Professor först i pastoralteologi, senare i exegetisk teologi                           | |
| Johan Gustaf Ek | Johan Gustaf Ek                         | 3 september 1808 i Skede socken             | HT 1853 - VT 1854 | 8 oktober 1862 i Lund         | Professor i romersk vältalighet och poesi                                               | |
| Nils Johan Berlin | Nils Johan Berlin                       | 18 februari 1812 i Härnösand                | HT 1854 - VT 1855 | 27 december 1891 i Stockholm  | Professor först i kemi och mineralogi, senare i medicinsk och fysiologisk kemi          | |
| John Mortimer Agardh | Johan Mortimer Agardh                   | 1812 i Båstad                               | HT 1855 - VT 1856 | 1862 i Lund                   | Professor i astronomi                                                                   | |
| Ebbe Gustaf Bring | Ebbe Gustaf Bring                       | 4 juli 1814 i Askersund                     | HT 1856 - VT 1857 | 13 augusti 1884 i Linköping   | Professor i pastoralteologi                                                             | |
| Pehr Erik Gellerstedt | Pehr Erik Gellerstedt                   | 31 augusti 1815 i Härnösand                 | HT 1857 - VT 1858 | 22 januari 1881 i Lund        | Professor i praktisk medicin                                                            | |
| Carl Johan Tornberg | Carl Johan Tornberg                     | 23 oktober 1807 i Linköping                 | HT 1858 - VT 1859 | 6 september 1877 i Lund       | Professor i österländska språk                                                          | |
| Christian Naumann | Christian Naumann                       | 1 juli 1810 i Malmö                         | HT 1859 - VT 1860 | 30 augusti 1888 i Stockholm   | Professor i stats- och processrätt                                                      | |
| Carl Fredrik Naumann | Carl Fredrik Naumann                    | 12 januari 1816 i Malmö                     | HT 1860 - VT 1861 | 9 augusti 1892 i Lund         | Professor i anatomi                                                                     | |
| Anton Niklas Sundberg | Anton Niklas Sundberg                   | 27 maj 1818 i Uddevalla                     | HT 1861 - VT 1862 | 2 februari 1900 i Uppsala     | Professor först i dogmatik och moralteologi, senare i kyrkohistoria och symbolik        | |
| Jacob Georg Agardh | Jacob Georg Agardh                      | 8 december 1813 i Lund                      | HT 1862 - VT 1863 | 17 januari 1901 på okänd ort  | Professor i botanik                                                                     | |
| Axel Nyblæus | Axel Nyblæus                            | 20 maj 1821 i Stockholm                     | HT 1863 - VT 1864 | 24 februari 1899 i Lund       | Professor i praktisk filosofi                                                           | |
| Fredrik August Wahlgren | Fredrik August Wahlgren                 | 26 augusti 1819 i Lund                      | HT 1864 - VT 1865 | 25 juli 1877 i Lund           | Professor i zoologi                                                                     | |
| Wilhelm Flensburg | Wilhelm Flensburg                       | 3 augusti 1819 i Södra Rörums socken        | HT 1865           | 31 oktober 1897 i Lund        | Professor i dogmatik och moralteologi                                                   | Flensburg lämnade rektoratet i förtid sedan han valts till biskop i Lund och därvid automatiskt blivit universitetets prokansler. |
| Posten vakant VT 1866 på grund av Wilhelm Flensburgs utnämnande till universitetets prokansler tjänstgörande prorektor var Fredrik August Wahlgren |                                         |                                             |                   |                               |                                                                                         | |
| Carl Jacob Ask | Carl Jacob Ask                          | 16 september 1825 i Skarhults socken        | HT 1866 - VT 1867 | 6 augusti 1897 vid Ringsjön   | Professor i kirurgi och obstetrik                                                       | |
| Gustaf Ljunggren | Gustaf Ljunggren                        | 6 mars 1823 i Lund                          | HT 1867 - VT 1868 | 31 augusti 1905 i Lund        | Professor i estetik, litteratur och konsthistoria                                       | |
| Carl Wilhelm Linder | Carl Wilhelm Linder                     | 10 mars 1825 i Vists socken                 | HT 1868 - VT 1869 | 20 oktober 1882 i Linköping   | Professor i grekiska språket och litteraturen                                           | |
| Gustaf Broomé | Gustaf Broomé                           | 1824 i Västra Sallerups socken              | HT 1869 - VT 1870 | 1894 på okänd ort             | Professor i stats- och processrätt                                                      | |
| Emanuel Olde | Emanuel Olde                            | 8 september 1802 i Stockholm                | HT 1870 - VT 1871 | 2 augusti 1894 vid Ängelholm  | Professor i nyeuropeisk lingvistik och modern litteratur                                | |
| Christian Wilhelm Blomstrand | Christian Wilhelm Blomstrand            | 20 oktober 1826 i Växjö                     | HT 1871 - VT 1872 | 5 november 1897 i Lund        | Professor i kemi och mineralogi                                                         | |
| Carl Olbers | Carl Olbers                             | 18 november 1819 i Fors socken              | HT 1872 - VT 1873 | 5 april 1892 i Lund           | Professor i kyrkohistoria och symbolik                                                  | |
| Gustaf Knut Hamilton | Gustaf Knut Hamilton                    | 29 november 1831 på Hönsäter                | HT 1873 - VT 1874 | 14 april 1913 i Djursholm     | Professor i administrativrätt och nationalekonomi                                       | |
| Axel Möller | Axel Möller                             | 16 februari 1830 i Västra Alstads socken    | HT 1874 - VT 1875 | 25 oktober 1896 i Lund        | Professor i astronomi                                                                   | |
| Albert Lysander | Albert Lysander                         | 29 maj 1822 i Göteborg                      | HT 1875 - VT 1876 | 25 april 1890 i Lund          | Professor i romersk vältalighet och poesi                                               | |
| Theodor Wisén | Theodor Wisén                           | 31 mars 1835 på okänd ort                   | HT 1876 - VT 1877 | 15 februari 1892 på okänd ort | Professor i nordiska språk                                                              | |

### Valda fleråriga mandat
| Namn                 | Bild                                      | Född                                     | Mandatperiod               | Död                           | Ämnestillhörighet                                      | Anmärkning                |
| -------------------- | ----------------------------------------- | ---------------------------------------- | -------------------------- | ----------------------------- | ------------------------------------------------------ | ------------------------- |
| Gustaf Ljunggren     | Gustaf Ljunggren                          | 6 mars 1823 i Lund                       | HT 1877 - VT 1885          | 31 augusti 1905 i Lund        | Professor i estetik, litteratur och konsthistoria      | Andra ämbetsperioden      |
| Theodor Wisén        | Theodor Wisén                             | 31 mars 1835 på okänd ort                | HT 1885 - VT 1891          | 15 februari 1892 på okänd ort | Professor i nordiska språk                             | Andra ämbetsperioden      |
| Axel Möller          | Axel Möller                               | 16 februari 1830 i Västra Alstads socken | HT 1891 - VT 1895          | 25 oktober 1896 i Lund        | Professor i astronomi                                  | Andra ämbetsperioden      |
| August Quennerstedt  | August Quennerstedt                       | 3 juli 1837 i Rydaholms socken           | HT 1895 - VT 1899          | 29 april 1926 i Lund          | Professor i zoologi                                    |                           |
| Magnus Blix          | Magnus Blix                               | 25 december 1849 i Säbrå                 | HT 1899 - 14 februari 1904 | 14 februari 1904 i Lund       | Professor i fysiologi och embryologi                   | Avled i ämbetet           |
| Seved Ribbing        | Seved Ribbing                             | 17 februari 1845 i Stockholm             | 12 mars 1904 - VT 1907     | 14 februari 1921 i Lund       | Professor i praktisk medicin                           |                           |
| Victor Bäcklund      | Victor Bäcklund                           | 11 januari 1845 i Väsby socken           | HT 1907 - VT 1909          | 23 februari 1922 i Lund       | Professor i fysik                                      |                           |
| Bengt Jönsson        | Bengt Jönsson                             | 4 oktober 1849 i Kattarp                 | HT 1909 - 8 mars 1911      | 8 mars 1911 i Lund            | Professor i botanik                                    | Avled i ämbetet           |
| Axel Kock            | Axel Kock                                 | 2 mars 1851 i Trelleborg                 | 15 mars 1911 - VT 1916     | 18 mars 1935 i Lund           | Professor i nordiska språk                             |                           |
| Johan Thyrén         | Johan Thyrén                              | 6 april 1861 i Lund                      | HT 1916 - VT 1926          | 4 maj 1933 i Lund             | Professor i straffrätt och juridisk encyklopedi        |                           |
| Axel Moberg          | Axel Moberg                               | 15 juni 1872 i Norrköping                | HT 1926 - VT 1936          | 11 augusti 1955 på okänd ort  | Professor i österländska språk                         |                           |
| Martin P:son Nilsson | Martin P:son Nilsson                      | 12 juli 1874 i Stoby församling          | HT 1936 - VT 1939          | 7 april 1967 på okänd ort     | Professor i klassisk fornkunskap och antikens historia |                           |
| Einar Löfstedt d.y.  | Einar Löfstedt d.y.                       | 15 juni 1880 i Uppsala                   | HT 1939 - VT 1945          | 10 juni 1955 i Stockholm      | Professor i romersk vältalighet                        |                           |
| Johannes Lindblom    | Johannes Lindblom                         | 7 juni 1882 i Oppeby församling          | HT 1945 - VT 1947          | 26 september 1974 i Lund      | Professor i exegetisk teologi                          |                           |
| Assar Hadding        | Assar Hadding                             | 10 januari 1886 i Östra Broby församling | HT 1947 - VT 1951          | 20 juni 1962 i Lund           | Professor i geologi och mineralogi                     |                           |
| Ragnar Bergendal     | Ragnar Bergendal                          | 7 augusti 1890 i Lund                    | HT 1951 - VT 1957          | 5 februari 1980 i Lund        | Professor i straffrätt och juridisk encyklopedi        |                           |
| Philip Sandblom      | Bild saknas                               | 29 oktober 1903 i Chicago                | HT 1957 - VT 1968          | 21 februari 2001 i Lausanne   | Professor i kirurgi                                    |                           |
| Per Stjernquist      | Bild saknas                               | 14 maj 1912 i Lund                       | HT 1968 - VT 1970          | 27 december 2005 i Lund       | Professor i civilrätt                                  |                           |
| Sven Johansson       | Bild saknas                               | 8 februari 1923 i Hols församling        | HT 1970 - VT 1977          | 19 januari 1994 i Lund        | Professor i kärnfysik                                  |                           |
| Carl-Gustaf Andrén   | Bild saknas                               | 1 juli 1922 i Slättåkra                  | HT 1977 - VT 1980          | 18 april 2018 i Lund          | Professor i praktisk teologi med kyrkorätt             |                           |
| Nils Stjernquist     | Nils Stjernquist                          | 29 augusti 1917 i Lund                   | HT 1980 - VT 1983          | 3 september 2000 i Lund       | Professor i statskunskap                               |                           |
| Håkan Westling       | Håkan Westling med konung Carl XVI Gustaf | 9 augusti 1928 i Göteborg                | HT 1983 - VT 1992          | 12 mars 2018 i Lund           | Professor i klinisk fysiologi                          |                           |
| Boel Flodgren        | Bild saknas                               | 17 november 1942 i Örebro                | HT 1992 - VT 2003          |                               | Professor i handelsrätt                                | Första kvinnan på posten. |
| Göran Bexell         | Göran Bexell                              | 24 december 1943 i Högsby                | HT 2003 - 2008             |                               | Professor i etik                                       |                           |
| Per Eriksson         | Per Eriksson                              | 22 juni 1949 i Sölvesborg                | 2009-2014                  |                               | Professor i signalbehandling                           |                           |
| Torbjörn von Schantz | Torbjörn von Schantz                      | 16 mars 1954 i Vimmerby                  | 2015-2020                  |                               | Professor i zoologisk ekologi                          |                           |
| Erik Renström        | Erik Renström                             | 29 juli 1963 i Göteborg                  | 2021-                      |                               | Professor i experimentell endokrinologi                |                           |